# Beňadikovce
Beňadikovce este o comună slovacă, aflată în districtul Svidník din regiunea Prešov. Localitatea se află la altitudinea de 238 m deasupra n.m., se întinde pe o suprafață de 12,56 km2 și în 2017 număra 209 locuitori.

## Istoric
Localitatea Beňadikovce este atestată documentar din 1414.

## Demografie
| An:                | 1994 | 2004   | 2014    | 2024    |
| ------------------ | ---- | ------ | ------- | ------- |
| Număr de persoane: | 254  | 244    | 219     | 187     |
| Diferență:         |      | −3,93% | −10,24% | −14,61% |

| An:                | 2023 | 2024   |
| ------------------ | ---- | ------ |
| Număr de persoane: | 181  | 187    |
| Diferență:         |      | +3,31% |